# Eugene Rhuggenaath
Eugene Rhuggenaath (4 febbraio 1970) è un politico olandese e leader del partito "Partido Alternativa Real" (PAR) a Curaçao.
È stato membro del Consiglio dell'Isola di Curaçao tra il 2003 e il dicembre 2009 e degli Stati di Curaçao dal maggio 2017.
Durante le elezioni generali di Curaçao del 2017, il suo partito ha ricevuto il maggior numero di voti. Rhuggenaath fu incaricato di formare un nuovo governo di coalizione dal governatore Lucille George-Wout con il suo partito, Partido MAN e Partido Inovashon Nashonal.
Rhuggenaath ha prestato giuramento come Primo Ministro il 29 maggio 2017.
Il 29 settembre 2017 Rhuggenaath ha tenuto un discorso chiedendo una maggiore accettazione durante il Gay Pride di Curaçao, definito dagli attivisti un discorso "storico".
Durante la crisi causata dal COVID-19 del 2020, Rhuggenaath ha rifiutato di accettare un pacchetto di aiuti finanziari da parte dei Paesi Bassi, mentre il 20% della popolazione dipendeva dagli aiuti alimentari. Alla fine sono state accettate le condizioni del pacchetto di aiuti finanziari, in cui le condizioni devono ancora essere attuate e richiedendo sacrifici nei prestiti esuberanti nel settore pubblico. Allo stesso tempo, Rhuggenaath ed il suo gabinetto hanno aumentato i loro stipendi al fine di soddisfare le condizioni del pacchetto di aiuti finanziari. Nel frattempo il debito nazionale è salito a circa il 100% del PIL, dopo che i Paesi Bassi hanno fornito un pacchetto di riduzione del debito nel 2010, raggiungendo un debito nazionale del 28% rispetto al PIL. Ciò nonostante, a causa della cattiva gestione finanziare precedente al periodo di crisi legata al COVID-19, il Consiglio di vigilanza finanziaria aveva già segnalato al governo di Rhuggenaath più volte che stava violando le regole sul debito imposte nell'ambito del regime di riduzione del debito attuato dai Paesi Bassi nel 2010.
Rhuggenaath è stato rieletto nelle elezioni generali di Curaçao del 2021, ma ha deciso di non prendere il suo seggio negli Stati di Curaçao.
Steven Croes è diventato il candidato idoneo per un seggio.